# Constantin mac Fergusa
Constantin Ier mac Fergusa (gaélique) fut roi des Pictes de Fortriú sous le nom de Causantín Ier mac Uurguist et roi des Scots de Dál Riata (?). La « Chronique Picte » accorde à Constantin mac Fergusa un règne de 35 ans sur les Pictes et le Duan Albanach un règne de 9 ans sur les Scots.

## Origine
L'origine de Constantin mac Fergusa est obscure. Il était peut être selon Marjorie Ogilvie Anderson, Alfred P. Smyth et W.A. Cummins, le fils de « Fergus mac Echdach » du Cenél Gabráin roi de Dalriada mort en 781 ou bien selon d'autres un petit-fils ou petit neveu du roi des Pictes Oengus Ier mac Fergusa. Ces deux positions ne sont d’ailleurs pas nécessairement contradictoires du fait des pratiques successorales (a priori) matrilinéaires des Pictes et patrilinéaires des Scots.

## Règne
Constantin semble être devenu roi des Pictes du nord dès 780 à la mort de son oncle maternel, Alpin mac Uuroid roi des Pictes de 775 à 780. Il devient ensuite roi de l'ensemble des Pictes après avoir évincé son cousin (?) Canaul mac Tarla roi des Pictes de 784 à 789. En 811 il serait également devenu roi des Scots de Dalriada en se débarrassant de Conall mac Áedáin roi de Dalriada de 807 à 811.

## Le Fortriú
Mais quel état gouvernait exactement Constantin  mac Fergus ? Il était plus étendu que le pays picte traditionnel mais le terme de roi des Pictes aurait semblé une insulte pour les sujets Scots. Il était sans conteste plus vaste que le vieux royaume des Scots mais il aurait été irréaliste pour le souverain de se nommer roi de Dal Riada. Il semble en fait que ce titre ait disparu à la mort de Donncoirce en 792. Caustantin (Constantin) et après lui son frère Unuist mac Uurguist décidèrent de se proclamer eux-mêmes roi de Fortriú et c’est ainsi qu’ils sont désignés par les annales irlandaises d’Ulster. Leurs armées devenant de ce fait les « hommes de Fortrenn » (au génitif).
Ce fut une solution diplomatique au problème, car le Fortriú qui était le centre de leur nouveau pouvoir n’était qu’une des vieilles provinces des Pictes dont le nom n’impliquait pas que l’un des deux anciens royaumes n’ait été conquis par l’autre ! Le choix du nom de Fortriú pour le nouveau royaume semble en outre indiquer un compromis et montre que l’union avait été plus l’œuvre de la diplomatie que l’effet d’une conquête militaire.
Ces différents rois d’origine scot qui ont régné sur les deux royaume adoptèrent  comme résidence le cœur du pays picte du sud, avec comme capitale Scone et les deux centres religieux de Dunkeld et de Kilrymont ont d’ailleurs bénéficié des attentions et des fondations respectives des rois Caustantin et Unuist. L'établissement religieux de Dunkeld fondé par Constantin  sera le futur centre épiscopal du royaume d'Écosse.
Le nouveau royaume de Fortriú maintint son existence pendant une vingtaine d’années après la mort de son fondateur. C'est sous son règne que se produisirent les premières attaques des Vikings contre l'Écosse et notamment contre les îles de Skye en 795  et d'Iona en 802. Quatre années plus tard en 806; 68 membres de la Communauté d'Iona furent massacrés lors d'une nouvelle attaque des Vikings. C'est alors que les membres de la « Famille de Colomba » décident d'établir vers 807/814 un refuge en Irlande à la limite des royaumes de Mide et de Brega à Kells.
Jusqu'à sa mort en 820 Constantin mac Fergusa aurait règné sur le double royaume des Pictes et des Scots avec le titre de roi de Fortriú. Son frère Oengus II mac Fergusa lui aurait succédé.

## Hypothèse
Alex Woolf dans un ouvrage remet en cause la thèse de la double royauté soutenue notamment par Alfred P. Smyth et considère que Constantin comme son frère après lui ne furent que des rois des Pictes. Il estime que l'absence de mention de rois  par les annales irlandaises entre la mort de mort de Donncoirce de Dalriada en 792 et le règne de Conall mac Tadg de 805 à 807 est liée à une occupation temporaire du Dalriada par les Vikings. Il considère également que Domnall mac Caustantín de 811 à 835 et ensuite  d'Áed mac Boanta de 835 à 839 furent tous deux de rois subordonnés (sub-regulus) de Dalriada sous l'autorité de Caustantin et d'Unuist mac Uurguist rois de Fortriú.

## Postérité
Selon l'ensemble des sources, le roi Constantin mac Fergus laissa au moins deux fils : 
- Domnall mac Caustantín ;
- Drest mac Caustantin.